# 殺意の風景
『殺意の風景』（さついのふうけい）は、日本の紀行作家・宮脇俊三の推理小説。1985年に新潮社から刊行された。連作小説集であり、各短編は鉄道という要素を含んだトリックが使用されている。
第13回泉鏡花文学賞受賞。また、1985年上半期の直木賞の候補にも選ばれている。

## 作品概要
宮脇の初の小説となっており、推理小説である。宮脇が著した推理小説はこれが唯一である。
小説内で殺人そのものが起こることはなく、だれかが殺される寸前、または強い殺意が表れたときにはなしが終わる。
第18話まであり、ストーリーの舞台はそれぞれ全国各地に散っていて、すべてに特色がある。
第12話「石油コンビナートの巻」がのちに火曜サスペンス劇場「弁護士・高林鮎子 寝台特急あさかぜ4号殺人風景」（1986年、主演：眞野あずさ）として、また第14話「砂丘の巻」がテレビ東京系月曜女のサスペンス傑作推理受賞作シリーズ「殺意の風景・砂色の迷宮」（1989年、主演：石野真子）としてドラマ化された。

## 構成
- 樹海の巻［青木ケ原］
- 潮汐の巻［鬼ケ城］
- 湿原の巻［シラルト沼］
- カルスト台地の巻［平尾台］
- 段々畑の巻［御三戸］
- 溶結凝灰岩の巻［高千穂峡］
- 火砕流の巻［北軽井沢］
- 舌生層の巻［奥大井川］
- トレッスル橋の巻［余部］
- 豪雪地帯の巻［松之山温泉］
- 隆起海岸の巻［鵜ノ巣断崖］
- 石油コンビナートの巻［徳山］
- 硬玉産地の巻［姫川］
- 砂丘の巻［鹿島灘］
- 廃駅の巻［日和佐］
- 海蝕崖の巻［摩天崖］
- 噴火口の巻［十勝岳］
- 海の見える家の巻［須磨］[7]

## 書誌情報
- 新潮社 1985年4月[2] ISBN 4-10-333504-1 定価 1000円(税別)[3]
- 新潮文庫 1988年4月[2] ISBN 4-10-126806-1
- 光文社文庫 2006年5月[8] ISBN 4-334-74063-4